# Synema bellum
Synema bellum là một loài nhện trong họ Thomisidae.
Loài này thuộc chi Synema. Synema bellum được Ilka Maria Fernandes Soares miêu tả năm 1944.